# PubMed
PubMed – angielskojęzyczna wyszukiwarka w internetowych bazach danych obejmująca artykuły z dziedziny medycyny i nauk biologicznych. Została założona w 1996 roku przez National Center for Biotechnology Information (NCBI), będący częścią National Library of Medicine, wchodzącego w skład National Institutes of Health. 
PubMed zapewnia bezpłatny dostęp do artykułów znajdujących się w bazie MEDLINE oraz niektórych artykułów z czasopism nienależących do niej. PubMed zapewnia również dostęp do związanych z tematem artykułu stron internetowych, a także linkuje do innych projektów NCBI. PubMed, publikujący głównie abstrakty artykułów, zamieszcza również łącza do strony wydawcy czasopisma, w którym dany artykuł się ukazał – gdzie w niektórych przypadkach dostępna jest jego pełna wersja – oraz niekiedy do projektu PubMed Central, gdzie jest on bezpłatnie dostępny w całości. Oprócz linków do abstraktów oraz innych baz danych, w niektórych sformułowaniach w abstrakcie opublikowanym w PubMed zawarte są linki prowadzące do odpowiadającego im rozdziału w danej książce. Baza MEDLINE, stanowiąca największy składnik PubMed, w kwietniu 2008 roku obejmowała około 5200 czasopism z ponad 80 krajów. 
PubMed korzysta z silnika Entrez, służącego do uzyskiwania informacji również z innych projektów NCBI, takich jak PubChem, czy OMIM. Artykuły publikowane w tej bazie danych są indeksowane w systemie Medical Subject Headings. Każdemu artykułowi naukowemu opublikowanemu w PubMed przyporządkowany jest unikatowy identyfikator PMID.